# Ana Belén Hernández Rodríguez
Ana Belén Hernández Rodríguez (Maó, Menorca, 23 de setembre de 1990) coneguda esportivament com Anita Hernández, és una futbolista menorquina. Juga en la posició de migcampista i el seu equip actual és el DUX Logronyo de la Primera Federació (segona categoria de futbol femení) d'Espanya.
Va fer les primeres passes en la temporada 2008 al Sevilla FC, i el 2010 va fitxar per l'Sporting de Huelva, on hi va passar 10 temporades i va guanyar-hi la Copa de la Reina el 2015. També hi va marcar el gol número 500 de tota la història de la Primera Divisió Femenina d'Espanya el desembre de 2017.
El 2019 va fitxar pel Real Betis, i posteriorment pel DUX Logronyo l'estiu de 2021.